# Hierochloe odorata
Hierochloe odorata o Anthoxanthum nitens, també coneguda en anglès com: sweet grass o vanilla grass, és una planta herbàcia aromàtica que creix al nord d'Euràsia (de Suïssa cap al nord) i a Amèrica del Nord. Es fa servir en herboristeria i per produir algunes begudes alcohòliques destil·lades. Conté cumarina.

## Característiques
És una planta perenne, glabra molt resistent que creix en ombra parcial. Les tiges no són erectes i fa fins a 20 cm de llarg. Hi ha diverses varietats d'aquesta planta.

## Taxonomia
El nom Hierochloe odorata prové del grec, i literalment significa "herba santa fragant". Alguns taxonomistes inclouen el gènere Hierochloe dins Anthoxanthum; i en aquest cas aquesta espècie rep l'epítet nitens per evitar la confusió amb l'espècie Anthoxanthum odoratum